# Long Cold Winter
Long Cold Winter es el segundo álbum de estudio de la banda estadounidense de hard rock Cinderella, lanzado al mercado el 5 de julio de 1988. Contiene la canción "Don't Know What You Got (Till It's Gone)", que alcanzó el puesto n.º 12 en las listas de éxitos de Estados Unidos. El álbum alcanzó el puesto n.º 10 en las listas, lo que inicialmente no fue muy satisfactorio, dado el tercer puesto conseguido dos años atrás con el disco Night Songs. Sin embargo, Long Cold Winter alcanzó la certificación de Doble Platino años después, al igual que su antecesor.

## Lista de canciones
1. "Bad Seamstress Blues/Fallin' Apart At The Seams" - 5:19
2. "Gypsy Road" - 3:55
3. "Don't Know What You Got (Till It's Gone)" - 5:56
4. "The Last Mile" - 3:51
5. "Second Wind" - 3:59
6. "Long Cold Winter" - 5:24
7. "If You Don't Like It" - 4:10
8. "Coming Home" - 4:56
9. "Fire And Ice" - 3:22
10. "Take Me Back" - 3:17

## Personal
- Tom Keifer - voz, guitarra
- Eric Brittingham - bajo
- Jeff LaBar - guitarra
- Cozy Powell - batería
- Fred Coury - batería (en la gira)